# Zs (digráf)
A Zs betűkapcsolat a kiterjesztett magyar ábécé utolsó, 44. betűje, a latin ábécében nem szerepel. 
Archaikus alakban előfordul 's jelölés is.
Vasvármegyében (ma Vas vármegye) szó végi s helyett használták.

## Érdekességek
Az LGT Zenekar A Kicsi, A nagy Az Artúr és az Indián című számában ezen betűkapcsolat hiányát rója fel az írógép klaviatúrájának rovására a dalszerző.